# Eta Džejms
Džejmseta Hokins (engl. Jamesetta Hawkins; Los Anđeles, Kalifornija, 25. januar 1938 — Riversajd, Kalifornija, 20. januar 2012), poznatija kao Eta Džejms (engl. Etta James), bila je američka bluz, soul, R&B, rokenrol, gospel i džez pevačica i tekstopisac. Eta je osvojila četiri Gremija i sedamnaest muzičkih nagrada za bluz (Blues Music Awards). 1993, uvedena je u Rokenrol kuću slavnih (Rock & Roll Hall of Fame), Bluz kuću slavnih (Blues Hall of Fame), 2001 i 1999 i 2008 u Gremijevu kuću slavnih (Grammy Hall of Fame). 1950-ih i 1960-ih, imala je svoj najveći uspeh kao bluz i R&B pevačica. Najpoznatija je po svojoj baladi iz 1961. godine, At Last, koja se može čuti u mnogim filmovima, televizijskim serijama, reklamama, a obradile su je i mnoge poznate umetnice, uključujući Selin Dion, Kristinu Agileru, Sindi Loper itd. Džejmsova poseduje kontraalt vokal. Godine 2008, u filmu Cadillac Records, lik Ete Džejms igrala je pevačica i glumica Bijonse.

## Spoljašnje veze
- Zvanični sajt
- Etta James на веб-сајту  (језик: енглески)
- Архивирано на веб-сајту  (21. април 2009)